# Conus tulipa
Espèce
Statut de conservation UICN

 LC  : Préoccupation mineure
L'espèce Conus tulipa est un mollusque gastéropode marin appartenant à la famille des Conidae.
Il s'agit d'une espèce extrêmement venimeuse.

## Description
- Longueur : 9,5 cm.

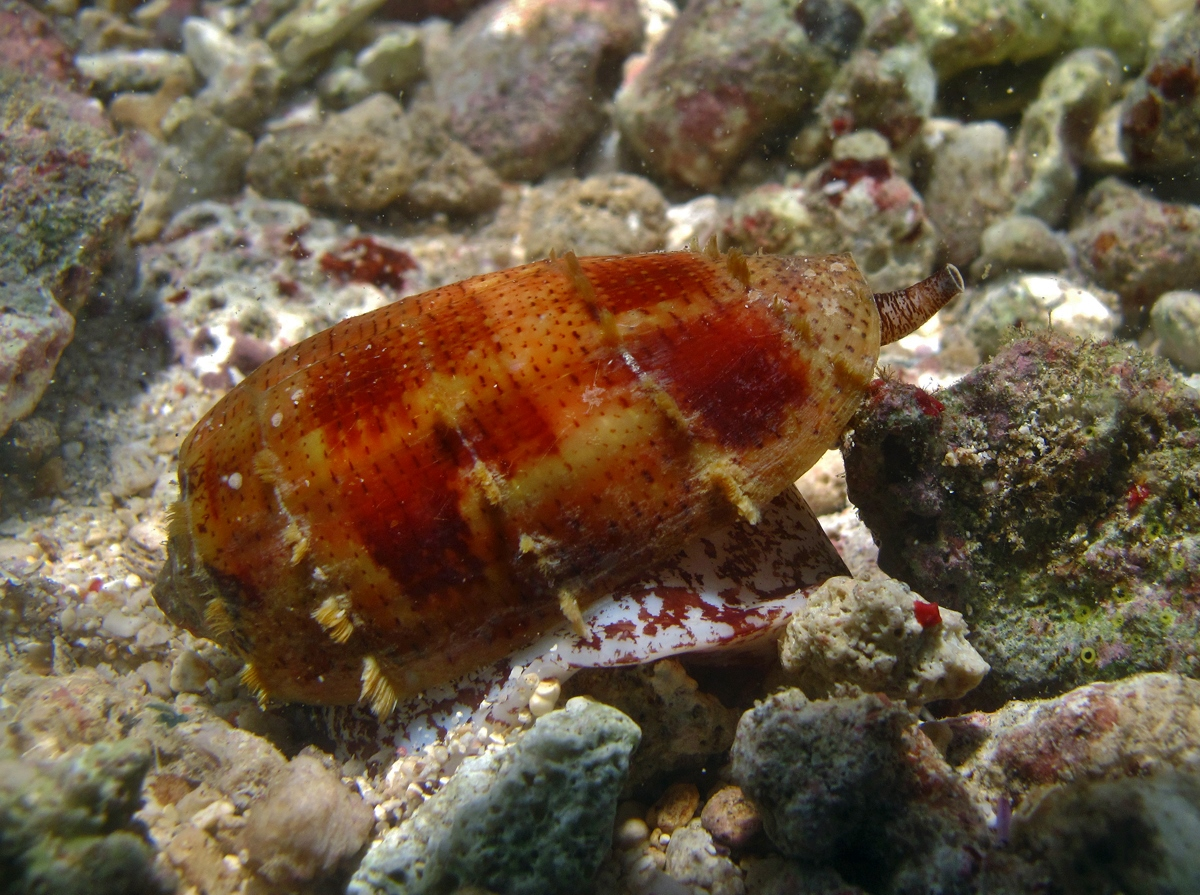
Spécimen vivant.
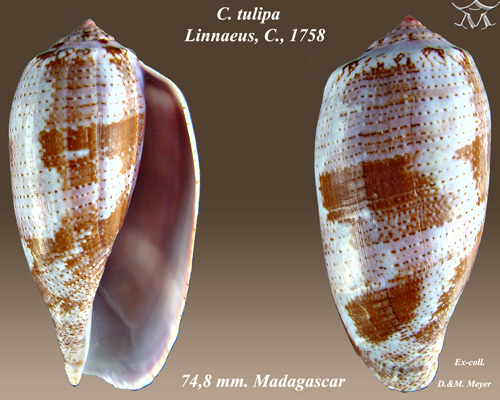
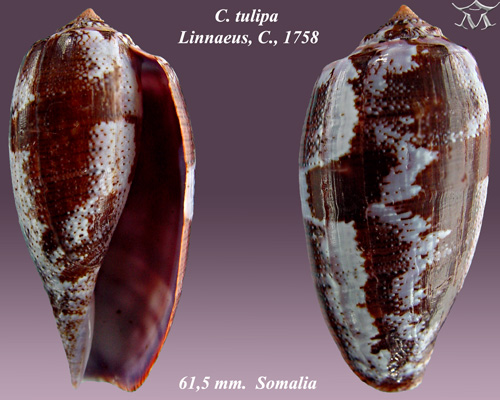
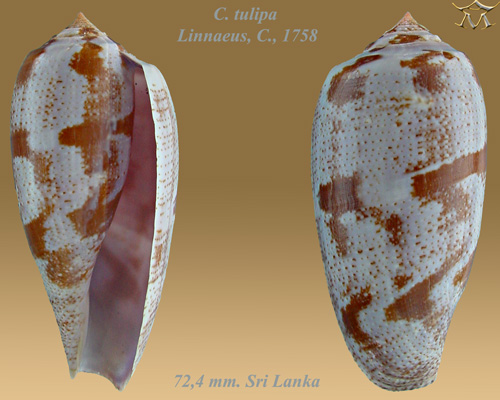
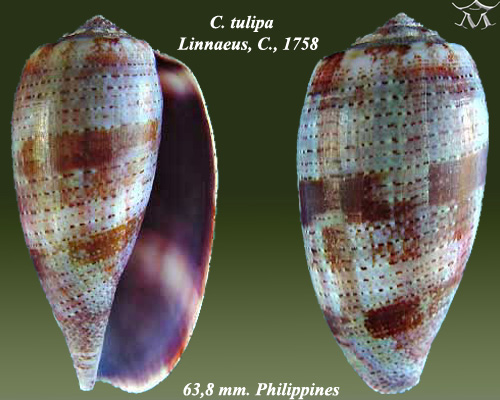

## Répartition
Océan Indien et océan Pacifique.

## Autres cônes venimeux ( Liste non exhaustive )
- Conus aulicus
- Conus auratus
- Conus consors
- Conus geographus (facilement mortel)
- Conus magnificus
- Conus magus
- Conus marmoreus
- Conus obscurus
- Conus pennaceus
- Conus striatus
- Conus tessulatus
- Conus textile
- Conus tulipa